# Loïc Rémy
Loïc Rémy (Rillieux-la-Pape, 2 de janeiro de 1987) é um futebolista francês que atua como atacante. Atualmente joga pelo Brest.

## Carreira

### Lyon e Lens
Revelado pelo Lyon, no dia 14 de outubro de 2006 fez sua estreia na Ligue 1, contra o Saint-Étienne. Em janeiro de 2008, sem oportunidades no clube, foi emprestado ao Lens até o fim da temporada.

### Nice e Olympique de Marseille
No mesmo ano, foi contratado pelo Nice, onde passou 2 anos, se destacando como o artilheiro da equipe. Em 2010, se transferiu para o Olympique de Marseille.

### Queens Park Rangers
Em janeiro de 2013 foi adquirido pelo Queens Park Rangers, mas logo emprestado ao Newcastle United por um ano. Ainda em maio de 2013, foi acusado e detido por suposto abuso sexual a uma mulher, porém foi liberado sob pagamento de fiança.

### Chelsea
No dia 31 de agosto de 2014 foi contratado pelo Chelsea por quatro temporadas.

## Seleção Francesa
Estreou pela Seleção Francesa principal no dia 2 de junho de 2009, contra a Nigéria. Participou da Copa do Mundo FIFA de 2014.

## Títulos
Lyon
- Campeonato Francês: 2006–07
- Supercopa da França: 2007

Olympique de Marseille
- Copa da Liga Francesa: 2010–11, 2011–12
- Supercopa da França: 2011

Chelsea
- Copa da Liga Inglesa: 2014–15
- Campeonato Inglês: 2014–15